# Yves Guillou (architecte)
Pour les articles homonymes, voir Guillou.
Yves Guillou est un architecte DPLG morbihannais, qui exerça en premier lieu la fonction d'ingénieur du Génie rural avant d'installer sa propre agence à Vannes en 1947 qu'il dirigea pendant 50 ans. Créateur prolifique, il est considéré comme une des figures bretonnes de l’architecture contemporaine.
Les Archives départementales du Morbihan, en collaboration avec le CAUE (Conseil d'architecture, d'urbanisme et d'environnement du Morbihan), lui dédie une exposition hommage en 2004.

## Biographie
Né à Plouézec (Côtes-d'Armor) en juillet 1915 et décédé le 16 juillet 2004 (à 89 ans), il reçoit de nombreuses distinctions dont l'équerre d'argent et la grande médaille d'argent de l'académie d'architecture en 1979,,.
Il fait don de ses dossiers et ses plans en léguant son œuvre aux Archives départementales du Morbihan,.

### Œuvres
Yves Guillou a conçu et réalisé près de 1300 bâtiments dans sa carrière, essentiellement dans le Morbihan. On lui doit de nombreuses constructions publiques, comme la mairie de Questembert ou le centre sportif de Kercado à Vannes, des lieux de culte (église de Caudan, chapelle de Kervalh en Brech), des habitations collectives (logements HLM de Ménimur, Cliscouët, etc.), des collèges, bureaux de poste, piscines, locaux d'entreprises, etc. La résidence Lucien-Laroche, bâtie sur la place des Lices de Vannes en 1963, et surnommée la Cocotte par la population, a suscité des réactions contrastées. D'autres constructions ont été bien mieux accueillies, comme le Yacht-Club de Carnac ou l'école de voile de Saint-Pierre-Quiberon.

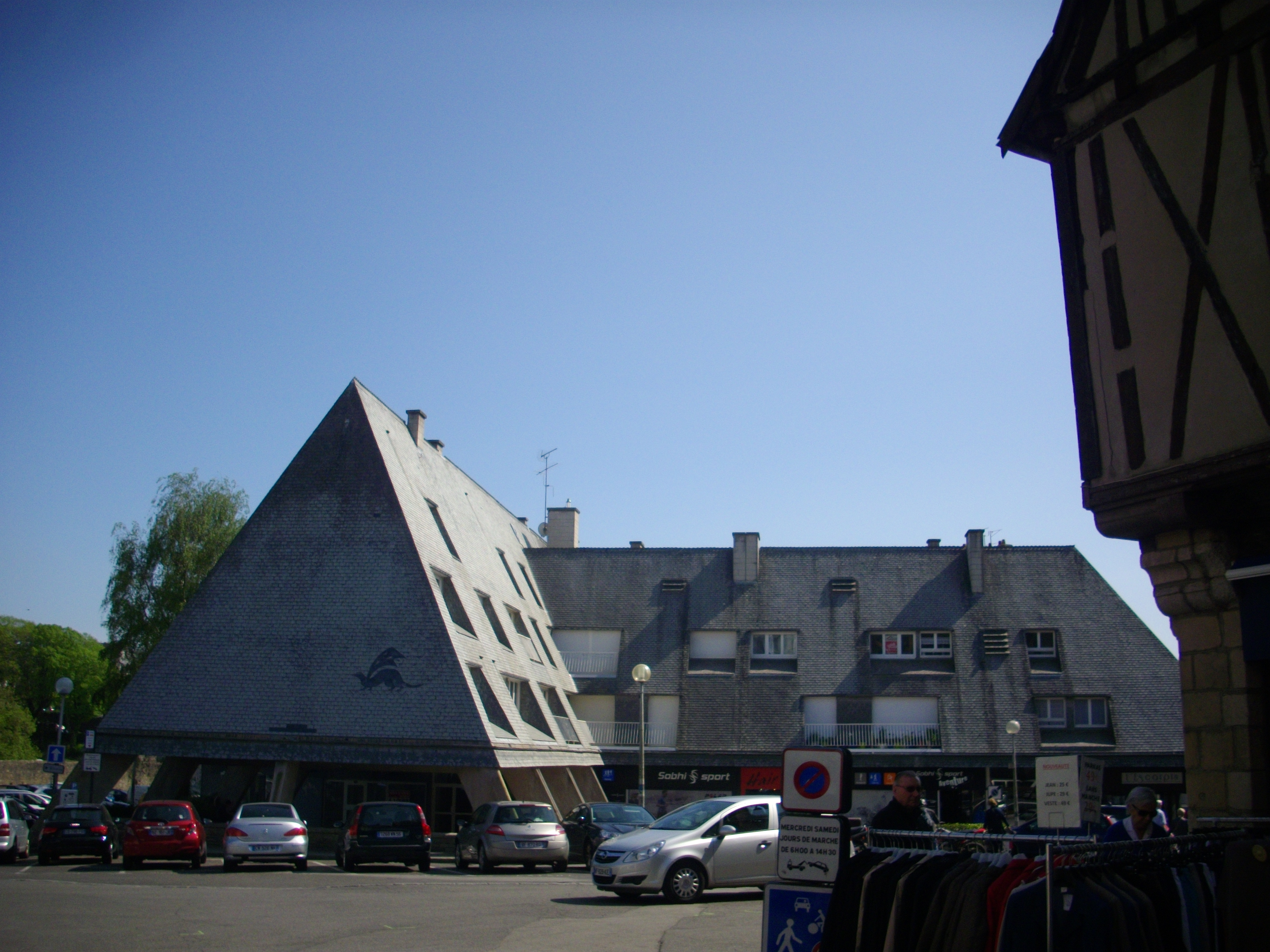
Résidence Lucien Laroche à Vannes

Il a aussi construit un grand nombre de résidences particulières en bord de mer, notamment à Carnac, Arradon, Quiberon et sur tout le littoral du golfe du Morbihan. 

Son style, mêlant tradition et modernisme, repose sur l'utilisation d'ardoises, y compris pour les façades, par des toits parfois plats, parfois descendant jusqu'au sol, et par des ouvertures et des lucarnes contemporaines.